# Laqueuille
Laqueuille ist eine französische Gemeinde mit 351 Einwohnern (Stand: 1. Januar 2022) im Département Puy-de-Dôme in der Region Auvergne-Rhône-Alpes (vor 2016 Auvergne). Mazaye gehört zum Arrondissement Issoire (bis 2017 Clermont-Ferrand) und zum Kanton Orcines (bis 2015 Rochefort-Montagne). Die Einwohner werden Laqueuillais genannt.

## Geographie
Laqueuille liegt etwa 40 Kilometer westsüdwestlich von Clermont-Ferrand am Fluss Miouze. Umgeben wird Laqueuille von den Nachbargemeinden Briffons im Norden und Nordwesten, Perpezat im Norden und Osten, Murat-le-Quaire im Süden und Südosten, sowie Saint-Julien-Puy-Lavèze im Westen.

## Bevölkerung
| Jahr                       | 1962 | 1968 | 1975 | 1982 | 1990 | 1999 | 2006 | 2013 |
| Einwohner                  | 577  | 531  | 502  | 402  | 382  | 384  | 397  | 348  |
| Quellen: Cassini und INSEE |      |      |      |      |      |      |      |      |

## Sehenswürdigkeiten
- Kirche Sainte-Marie-Madeleine
- Wasserfall von Le Trador